# Виноград
Виногра̀д е село в Северна България, община Стражица, област Велико Търново.

## География
Село Виноград се намира в източната част на Дунавската хълмиста равнина, в северозападната част на община Стражица, на около 16 km на изток-югоизток от град Полски Тръмбеш, 34 km на север-североизток от областния център град Велико Търново и 16 km на северозапад от общинския център град Стражица.
През Виноград минава третокласният Републикански път III-407, който на запад покрай селата Орловец и Каранци води към Полски Тръмбеш, а на изток през селата Лозен, Горски Сеновец и Царски извор – към град Стражица.
Село Виноград е изтеглено по дължина на около 2 km в направление югозапад – североизток и по цялата му крайна югоизточна част минава водосливно понижение, което отвежда предимно валежните води към малък местен язовир (микроязовир) с площ около 6 ha на около 150 m североизточно от селото.
Надморската височина в центъра при сградата на кметството е около 279 m.
Населението на село Виноград, наброявало 2050 души към 1946 г., намалява до 544 към 2018 г.
При преброяването на населението към 1 февруари 2011 г., от обща численост 568 лица, за 321 лица е посочена принадлежност към „българска“ етническа група, за 90 – към „турска“, за 7 – към ромска, за 100 – към други и за останалите – не се самоопределят или не е даден отговор.

## История
През 1906 г. дотогавашното име Сейдѝ кьой на селото е променено на Виногра̀д с Указ 462, обнародван на 21 декември 1906 г.
Църква във Виноград съществува като сграда, но към 2019 г. не фигурира в списъка на храмовете във Великотърновската епархия и не е вписана в Националния регистър на храмовете в Република България.
През 1890 г. във Виноград е учредено читалището „Лев Николаевич Толстой“. През 1967 г. е открита новата сграда на читалището.
При избухването на Балканската война в 1912 г. двама души от Виноград са доброволци в Македоно-одринското опълчение.
През 1882 година във Виноград е построен Православния храм „Рождество на Пресвета Богородица“. Във Виноград през 1925 година е основана потребителска кооперация „Правда“. След началото на социалистическия период в България, в селото се създава Трудово кооперативно земеделско стопанство (ТКЗС) „Васил Коларов“ през 1950.

## Население
Преброяване на населението през 2011 г.
Численост и дял на етническите групи според преброяването на населението през 2011 г.:
|                     | Численост | Дял (в %) |
| Общо                | 568       | 100,00    |
| Българи             | 321       | 56,51     |
| Турци               | 90        | 15,84     |
| Цигани              | 7         | 1,23      |
| Други               | 100       | 17,60     |
| Не се самоопределят | 14        | 2,46      |
| Неотговорили        | 36        | 6,33      |

## Обществени институции
Село Виноград към 2019 г. е център на кметство Виноград.
Във Виноград към 2019 г. има:
- действащо общинско основно училище „Свети Климент Охридски“;[13]
- действащо читалище „Лев Николаевич Толстой – 1890“.[14][8]
- клуб на пенсионера, улица „Площад център“ № 5;[15]
- пощенска станция.[16]

## Културни и природни забележителности
В двора на църквата в селото е издигнат войнишки паметник на загиналите във войните (1912 – 1918 г.)

## Личности
- Стефан Черкезов – български лекар, пожертвал живота си за да спаси хора от горящ автобус